# Alejandro Toledo
Alejandro Celestino Toledo Manrique (født 28. marts 1946) var Perus præsident i 2001-06.
Han blev uddannet som økonom.
I 1994 grundlagde han partiet Perú Posible. Han var præsidentkandidat i 2000 men tabte til Alberto Fujimori i et omstridt valg. Han vandt Perus præsidentvalg 2001 over Alan García.
i 2024 blev Toledo idømt 20 års fængsel i Peru som at have modtaget 35 millioner dollars i bestikkelse. Han var 78 år gammel og led af cancer da han blev dømt.